# Strada statale 290 di Alimena
La strada statale 290 di Alimena (SS 290) è una strada statale italiana della Sicilia che prende il nome dall'omonimo comune.

## Percorso
Collega la strada statale 120 dell'Etna e delle Madonie all'altezza del bivio Madonuzza (nel comune di Petralia Soprana) con la strada statale 121 Catanese all'altezza del quadrivio Misericordia (al confine tra il comune di Calascibetta e quello di Enna).
Lungo il suo percorso attraversa i centri abitati di Alimena nella provincia di Palermo e quello di Calascibetta nella provincia di Enna.La strada è un'alternativa alla strada statale 121 Catanese per raggiungere Palermo da Catania, al Quadrivio Misericordia imboccata la SS 290 di Alimena, si prosegue a Bivio Madonnuzza sulla SS 120 delle Madonie e dell'Etna e al Bivio Cerda sulla SS 113 Settentrionale Sicula fino a Palermo.Complessivamente si allungava di 4,9 km rispetto al percorso principale costituito dalla SS 121 Catanese (Quadrivio Misericordia - Palermo).

### Tabella percorso
| di Alimena |                                                 |      |           |
| Tipo       | Indicazione                                     | km   | Provincia |
|            | Madonnuzza dell'Etna e delle Madonie            | 0,0  | PA        |
|            | Fasanò                                          | 1,8  | PA        |
|            | Santissima Trinità per Bompietro                | 2,5  | PA        |
|            | per Blufi                                       | 4,3  | PA        |
|            | Locati per Blufi                                | 7,1  | PA        |
|            | per Bompietro                                   | 8,4  | PA        |
|            | Alimena per Resuttano                           | 15,7 | PA        |
|            | Fiume Salso                                     | 24,2 | PA/EN     |
|            | Bivio Villapriolo per Villapriolo per Cacchiamo | 33,4 | EN        |
|            | Calascibetta                                    | 44,8 | EN        |
|            | Catanese                                        | 47,5 | EN        |